# Аксел Фоули
Аксел Фоули (на английски: Axel Foley) е измислен герой от филмовата поредица „Ченгето от Бевърли Хилс“. Във филмите в ролята на Аксел Фоли играе Еди Мърфи. Героят е поставен на 78-о място в листата на 100 най-добри персонажи за всички времена. Първоначално в тази роля е трябвало да се превъплъти Силвестър Сталоун.
Фоули е роден на 25 август 1959 г. в Детройт и през 1983 година става полицай. Той е много добър детектив, но не играе винаги по правилата, което дразни неговият шеф Тод.